# Folketingswahl 1977
- K: 7
- Y: 5
- F: 7
- A: 65
- B: 6
- E: 6
- M: 11
- Sonst.: 4
- Q: 6
- V: 21
- C: 15
- Z: 26

Die Folketingswahl 1977 am 15. Februar war die 56. Wahl zum dänischen Parlament, dem Folketing. Ausgeschrieben wurde die Wahl am 22. Januar desselben Jahres. Auf den Färöern wurden die Wahlen abweichend erst am 1. März abgehalten. Die regierenden Sozialdemokraten erlebten einen erneuten Wahlerfolg und gewannen die Wahlen mit über 20 Prozentpunkten Abstand. Ursache dafür war neben den eigenen großen Stimmenzuwächsen hauptsächlich der Absturz der liberalen Venstre, die fast die Hälfte ihrer Mandate verlor. Ebenso gravierend verlor die Radikale Venstre, die nur noch zur achtstärksten Partei gewählt wurde. Durch den Wiedereinzug von Danmarks Retsforbund waren erstmals 11 dänische Parteien im Folketing vertreten.
Ministerpräsident Anker Jørgensen setzte seine Regierung zunächst mit leichten Veränderungen im Kabinett Jørgensen II fort. Dieses wurde im August 1978 jedoch von der Regierung Jørgensen III abgelöst, zu der auch Minister aus den Reihen der liberalen Venstre berufen wurden.

## Wahlmodus
Wahlberechtigt zur Folketingswahl waren alle dänischen Staatsbürger, die das 20. Lebensjahr vollendet hatten und einen Wohnsitz in Dänemark besaßen. Jeweils zwei Mandate wurden auf den Färöern und auf Grönland vergeben, 175 Mandate wurden im übrigen Dänemark in einer Verhältniswahl vergeben. Dabei wurden zunächst 135 so genannte Wahlkreismandate (kredsmandater) auf die 17 Groß- und Amtskreise (stor- og amtskredse) aufgetrennt und dort nach dem regionalen Stimmverhältnis verteilt. Anschließend wurden landesweit nochmals weitere 40 Ausgleichsmandate (tillægsmandater) ausgegeben, um den Stimmverhältnissen möglichst nahe zu kommen. Für diese Mandatsverteilung galt eine Zwei-Prozent-Hürde, die allerdings mit einem Wahlkreismandat umgangen werden konnte.

## Ergebnisse

### Dänemark
| Partei                                             | Liste              | Stimmen   | Prozent   | ± %       | Sitze     | ± Sitze   |
| -------------------------------------------------- | ------------------ | --------- | --------- | --------- | --------- | --------- |
| Socialdemokratiet Sozialdemokraten                 | A                  | 1.150.355 | 37,0 %    | +7,1      | 65        | ▲ 12      |
| Fremskridtspartiet Fortschrittspartei              | Z                  | 0.453.792 | 14,6 %    | +1,0      | 26        | ▲ 02      |
| Venstre, Danmarks Liberale Parti Liberale Partei   | V                  | 0.371.728 | 12,0 %    | −11,3     | 21        | ▼ 21      |
| Det Konservative Folkeparti Konservative           | C                  | 0.263.262 | 08,5 %    | +3,0      | 15        | ▲ 05      |
| Centrum-Demokraterne Zentrumsdemokraten            | M                  | 0.200.347 | 06,4 %    | +4,2      | 11        | ▲ 07      |
| Socialistisk Folkeparti Sozialistische Volkspartei | F                  | 0.120.357 | 03,9 %    | −1,1      | 07        | ▼ 02      |
| Danmarks Kommunistiske Parti Kommunistische Partei | K                  | 0.114.022 | 03,7 %    | −0,5      | 07        | ▬ 0       |
| Det Radikale Venstre Sozialliberale                | B                  | 0.113.330 | 03,6 %    | −3,5      | 06        | ▼ 07      |
| Kristeligt Folkeparti Christliche Volkspartei      | Q                  | 0.106.082 | 03,4 %    | −1,9      | 06        | ▼ 03      |
| Danmarks Retsforbund Gerechtigkeitsbund            | E                  | 0.102.149 | 03,3 %    | +1,5      | 06        | ▲ 06      |
| Venstresocialisterne Linkssozialisten              | Y                  | 0.083.667 | 02,7 %    | +0,6      | 05        | ▲ 01      |
| Pensionistpartiet Pensionistenpartei               | P                  | 0.026.889 | 00,9 %    | neu       | 0         | –         |
| Parteilose                                         | Parteilose         | 0.000.317 | 00,0 %    | −0,0      | 0         | –         |
|                                                    |                    |           |           |           |           |           |
| Wahlberechtigte                                    | Wahlberechtigte    | 3.522.904 | 3.522.904 | 3.522.904 | 3.522.904 | 3.522.904 |
| Abgegebene Stimmen                                 | Abgegebene Stimmen | 3.124.967 | 3.124.967 | 3.124.967 | 3.124.967 | 3.124.967 |
| Gültige Stimmen                                    | Gültige Stimmen    | 3.106.297 | 3.106.297 | 3.106.297 | 3.106.297 | 3.106.297 |
| Wahlbeteiligung                                    | Wahlbeteiligung    | 88,7 %    | 88,7 %    | 88,7 %    | 88,7 %    | 88,7 %    |

### Färöer
| Partei                                       | Stimmen | Prozent | ± %    | Sitze  | ± Sitze |  |
| -------------------------------------------- | ------- | ------- | ------ | ------ | ------- |  |
| Sambandsflokkurin Unionisten                 | 5.183   | 31,7 %  | +8,5   | 1      | ▲ 1     |  |
| Javnaðarflokkurin Sozialdemokraten           | 3.681   | 22,5 %  | −7,2   | 1      | ▬ 0     |  |
| Tjóðveldisflokkurin Republikaner             | 3.057   | 18,7 %  | −7,0   | 0      | ▼ 1     |  |
| Fólkaflokkurin Volkspartei                   | 2.773   | 17,0 %  | −4,4   | 0      | –       |  |
| Sjálvstýrisflokkurin Selbstverwaltungspartei | 0.551   | 03,4 %  | neu    | 0      | –       |  |
| Framburðsflokkurin Fortschrittspartei        | 0.207   | 01,3 %  | neu    | 0      | –       |  |
| Parteilose                                   | 0.891   | 05,4 %  | neu    | 0      | –       |  |
|                                              |         |         |        |        |         |  |
| Wahlberechtigte                              | 26.040  | 26.040  | 26.040 | 26.040 | 26.040  |  |
| Abgegebene Stimmen                           | 16.386  | 16.386  | 16.386 | 16.386 | 16.386  |  |
| Gültige Stimmen                              | 16.343  | 16.343  | 16.343 | 16.343 | 16.343  |  |
| Wahlbeteiligung                              | 62,9 %  | 62,9 %  | 62,9 % | 62,9 % | 62,9 %  |  |

### Grönland
Zur Wahl in Grönland traten ausschließlich Einzelkandidaten an, die sich jedoch in zwei Kandidatenbünden untereinander unterstützten. Während Lars Emil Johansen seinen Sitz verteidigen konnte, erhielt auch Otto Steenholdt, der erstmals selber kandidierte, einen Platz. Nach der Wahl bildeten sich aus den beiden politischen Flügeln die grönländischen Parteien Siumut und Atassut.
| Partei             | Partei             | Stimmen | Prozent | Sitze  | ± Sitze |
| ------------------ | ------------------ | ------- | ------- | ------ | ------- |
| Kandidatenbund     | Kandidatenbund     | 9.214   | 52,3 %  | 1      |         |
|                    | Lars Emil Johansen | 5.915   | 33,6 %  | 1      | ▬ 0     |
|                    | Moses Olsen        | 1.977   | 11,2 %  | 0      | –       |
|                    | Thue Christiansen  | 1.322   | 07,5 %  | 0      | –       |
| Kandidatenbund     | Kandidatenbund     | 8.391   | 47,7 %  | 1      |         |
|                    | Otto Steenholdt    | 4.645   | 26,4 %  | 1      | ▲ 1     |
|                    | Ole Berglund       | 2.556   | 14,5 %  | 0      | –       |
|                    | Arĸalo Abelsen     | 1.190   | 06,8 %  | 0      | –       |
|                    |                    |         |         |        |         |
| Wahlberechtigte    | Wahlberechtigte    | 25.691  | 25.691  | 25.691 | 25.691  |
| Abgegebene Stimmen | Abgegebene Stimmen | 17.989  | 17.989  | 17.989 | 17.989  |
| Gültige Stimmen    | Gültige Stimmen    | 17.605  | 17.605  | 17.605 | 17.605  |
| Wahlbeteiligung    | Wahlbeteiligung    | 70,0 %  | 70,0 %  | 70,0 % | 70,0 %  |